# Det svage køns sejr
Det svage køns sejr er en amerikansk stumfilm fra 1917 af Joseph Kaufman.

## Medvirkende
- Clara Kimball Young som Shirley Kaye
- Corliss Giles som John Rowson
- George Fawcett som T.L. Magen
- George Backus som Egerton Kaye
- Claire Whitney som Daisy Magen